# Landry N'Guémo
Landry Joel Tsafack N'Guémo  (Yaoundé, 28 november 1985 – Obala, 27 juni 2024) was een Kameroens voetballer die doorgaans als middenvelder speelde. Hij tekende in maart 2019 bij Kongsvinger IL, nadat hij in de voorgaande vijftien maanden geen club had. N'Guémo maakte in 2006 zijn debuut in het Kameroens voetbalelftal.

## Clubcarrière
N'Guémo werd ontdekt door scouts van AS Nancy. Op vijftienjarige leeftijd vertrok hij naar de jeugdopleiding van de Franse club. De middenvelder maakte vervolgens zijn debuut in het betaald voetbal in augustus 2005 in het shirt van Nancy. N'Guémo won in het seizoen 2005/06 met deze club de Coupe de la Ligue. Na speculaties over interesse van andere clubs in de Franse en Engelse media werd de middenvelder in het seizoen 2009/10 voor een jaar uitgeleend aan het Schotse Celtic FC met een optie tot koop. Het Schotse avontuur was succesvol voor de middenvelder waarbij hij ook op Europees niveau uitkwam voor zijn club. Aan het einde van het seizoen wilde Celtic N'Guémo graag permanent overnemen, maar de clubs kwamen niet tot een overeenkomst over een definitieve transfer en hij keerde terug naar Nancy. Het seizoen 2010/11 was zijn laatste contractjaar in dienst van AS Nancy. Op 4 juli 2011 tekende N'Guémo een driejarig contract bij Girondins de Bordeaux. In totaal speelde hij 76 duels voor deze clubs, waarin hij tweemaal tot scoren kwam.
N'Guémo overleed in juni 2024 op 38-jarige leeftijd als gevolg van een auto-ongeluk in Kameroen.

## Cluboverzicht
| Seizoen                          | Club                  | Competitie              | Wedstrijden | Doelpunten |
| -------------------------------- | --------------------- | ----------------------- | ----------- | ---------- |
| 2005/06                          | AS Nancy              | Ligue 1                 | 14          | 0          |
| 2006/07                          | AS Nancy              | Ligue 1                 | 22          | 0          |
| 2007/08                          | AS Nancy              | Ligue 1                 | 25          | 0          |
| 2008/09                          | AS Nancy              | Ligue 1                 | 33          | 2          |
| 2009/10                          | → Celtic FC (huur)    | Scottish Premier League | 30          | 0          |
| 2010/11                          | AS Nancy              | Ligue 1                 | 33          | 2          |
| 2011/12                          | Girondins de Bordeaux | Ligue 1                 | 33          | 1          |
| 2012/13                          | Girondins de Bordeaux | Ligue 1                 | 11          | 0          |
| 2013/14                          | Girondins de Bordeaux | Ligue 1                 | 23          | 1          |
| 2014/15                          | AS Saint-Étienne      | Ligue 1                 | 14          | 1          |
| 2015/16                          | Akhisar Belediyespor  | Süper Lig               | 29          | 2          |
| 2016/17                          | Akhisar Belediyespor  | Süper Lig               | 11          | 0          |
| 2016/17                          | Kayserispor           | Süper Lig               | 9           | 0          |
| 2017/18                          | Kayserispor           | Süper Lig               | 0           | 0          |
| 2018/19                          | Kongsvinger IL        | 1. divisjon             | 4           | 0          |
| Laatst bijgewerkt op 28 mei 2019 |                       |                         |             |            |

## Interlandcarrière
Landy N'Guémo debuteerde in september 2006 als Kameroens international. Dit bleef hij onder verschillende bondscoaches. Zo nam Otto Pfister hem mee naar de African Cup of Nations 2008. Zijn opvolger Paul Le Guen liet N'Guémo spelen op de African Cup of Nations 2010 en nam hem ook als reservespeler op in de 23-koppige selectie die mee mocht naar het wereldkampioenschap voetbal 2010. De derde groepswedstrijd tegen Nederland speelde hij van begin tot eind. Ook in 2014 speelde hij ook één groepsduel – tegen gastland Brazilië.

## Erelijst
AS Nancy
- Coupe de la Ligue

2006
 Celtic FC
- Scottish League Cup

2009